# Font de l'Hereu
Font de l'Hereu és un jaciment arqueològic prehistòric situat a la Granadella. Va ser trobat l'any 2010 degut al projecte de millora de la carretera C-242. La prospecció va ser dirigida per l'arqueòloga Daria Calpena.

## Situació geogràfica i geològica
EL jaciment està situat al municipi de la Granadella, a la comarca de Les Garrigues. Les seves coordenades UTM són X: 306771.80, Y: 4579757.66 i es troba a una altitud de 530 m sobre el nivell del mar. Concretament, està situat a una explotació agropecuària de camps de conreu d'ametllers a banda i banda de la carretera C-242 que va de Reus a Fraga. La zona esta força explotada amb sectors erms, vora la carretera.

## Descobriment i historiografia del jaciment
Per una part, es tenen referències orals de Mateu Esqueda i Ribes del Grup Cultural de Granyena de Les Garrigues i de Xavier Martí de la Granadella.
Per altra banda, l'any 2010 es va realitzar una prospecció visual degut al projecte de millora de la carretera C-242. El qual va passar a una actuació de control promogut per INECO-INPASA, amb l'arqueòloga Daria Calpena com a directora. Aquest es va realitzar des del 25 de novembre fins al 10 de desembre del mateix any.

## Descripció
El jaciment està datat del Paleolític mitjà. Més concretament, les diverses restes trobades de possible atribució paleolítica el situaria al Mosterià. Font de l'hereu està format únicament per una habitació sense estructures.

## Les troballes
Es va localitzar en superfície un conjunt d'esclats de sílex retocats i actualment estan ubicats a La Granadella per Xavier Martí.